# Нарсіс Діаз де ла Пенья
Нарсіс Діаз де ла Пенья, повне ім'я Нарсіс Віргіліо Діаз де ла Пенья (фр. Narcisse Virgilio Díaz de la Peña; 25 серпня 1807, Бордо — 18 листопада 1876, Ментона) — французький художник іспанського походження. Працював художником на порцеляновій мануфактурі. Перейшов до станкового живопису. Малював картини на міфологфчні та орієнтальні сюжети, але став відомим як майстер пейзажів. Займався літографією.

## Біографія
Народився в місті Бордо в родині іспанців. Мати відправила хлопця до друзів в Севр. Через нещасний випадок той втратив одну кінцівку, яку замінили дерев'яним протезом. Це не завадило юнаку стати учнем художньої школи при Севрській мануфактурі, а пізніше працювати там художником-декоратором.
Перебрався в Париж, де вивчав живопис, його вчителі — Ф. Сушон та К. Сігалон. Перші картини Діаза де ла Пенья присвячені арабським (орієнтальним)темам. Приблизно У 1831 р. він познайомився з представником Барбізонської школи — Теодором Руссо, користувався його порадами і перейшов до пейзажного живопису. Твори художника мали вплив на художню манеру Франсуа Мілле.
У 1831–1859 рр. виставляв свої твори в Паризькому салоні. Під час франко-пруської війни перебрався в Брюссель. Захворів у 1876 році, перебрався в Ментону на південь, де стан погіршився і художник помер.
Мав славу ще за життя і картини художника розійшлися по європейським збіркам різних країн — від Британії до Російської імперії.

### Вибрані твори

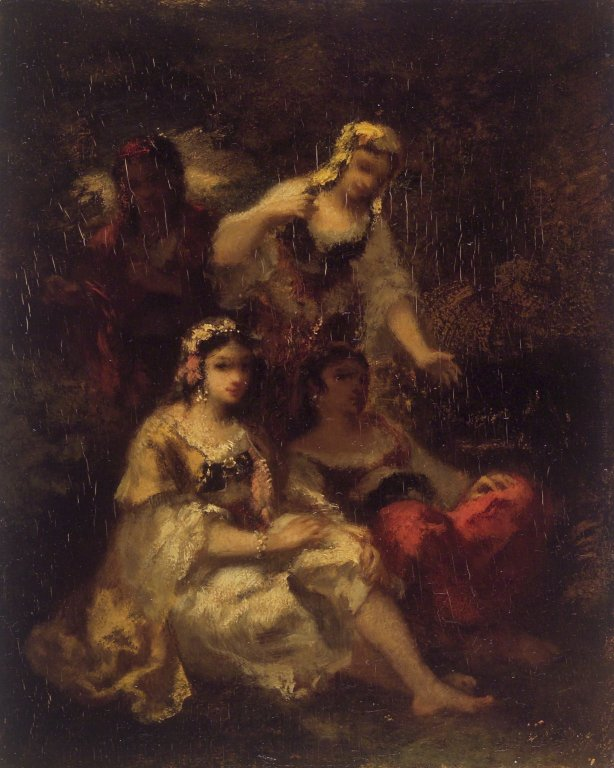
Чотири іспанки, Музей Бруклін

- Чотири іспанки, Нью-Йорк, Музей Бруклін
- Ворожка й цигани, 1848, Ермітаж
- Пікнік акторів
- Захід сонця в лісі, 1868
- Венера і Амур. Музей мистецтв імені Богдана та Варвари Ханенків, Київ
- Буря, Лідс
- Ліс Фонтенбло, Лідс
- Венера з Амуром,1851, Москва
- Наближення грози, 1871, Москва
- Дощовий день, 1872
- Осінній краєвид, Львівська галерея мистецтв

### Галерея

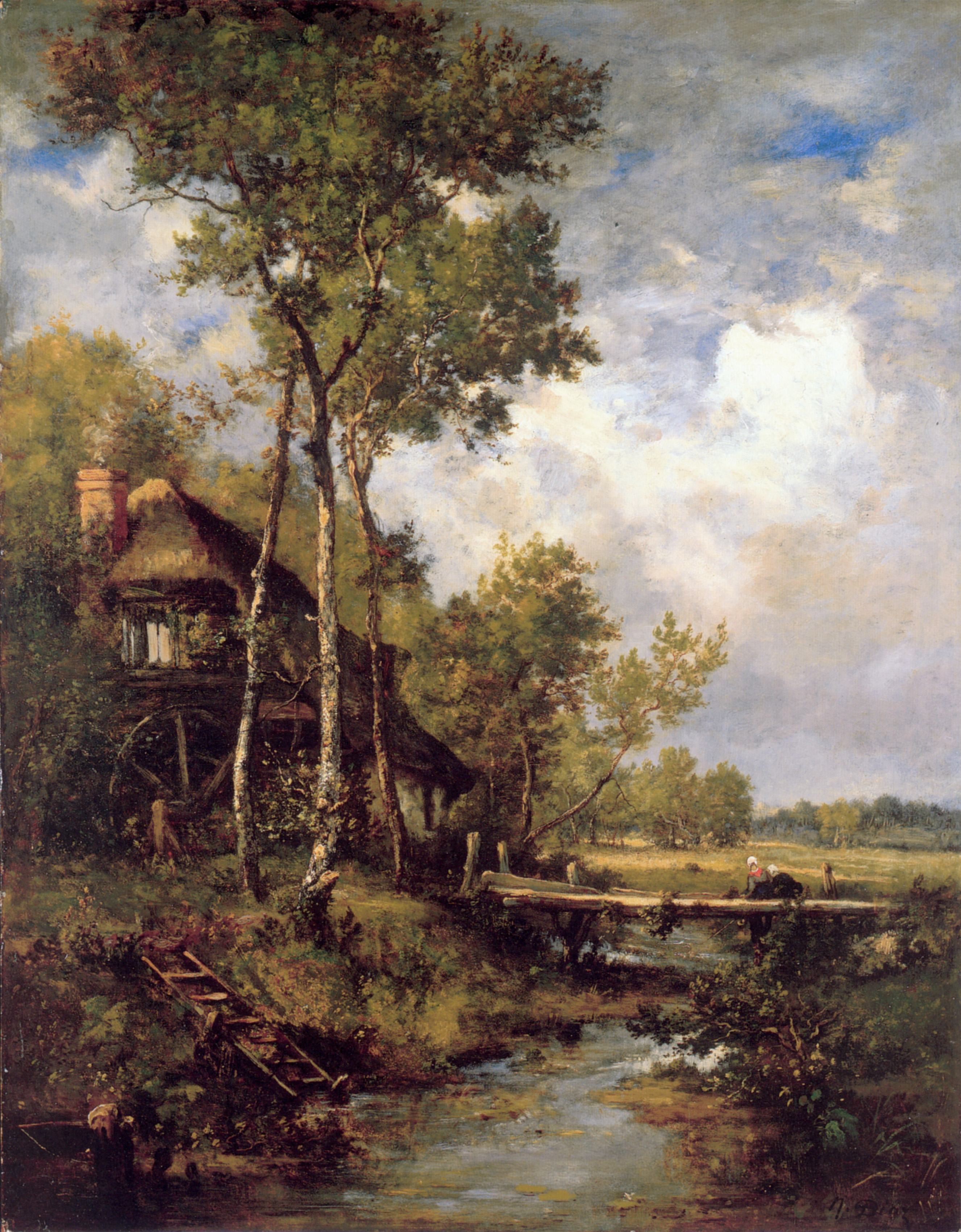
Старий млин біля Барбізону
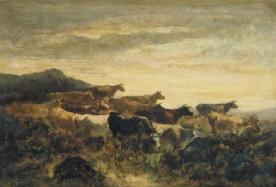
Череда, Музей Бойманс ван Бенінген
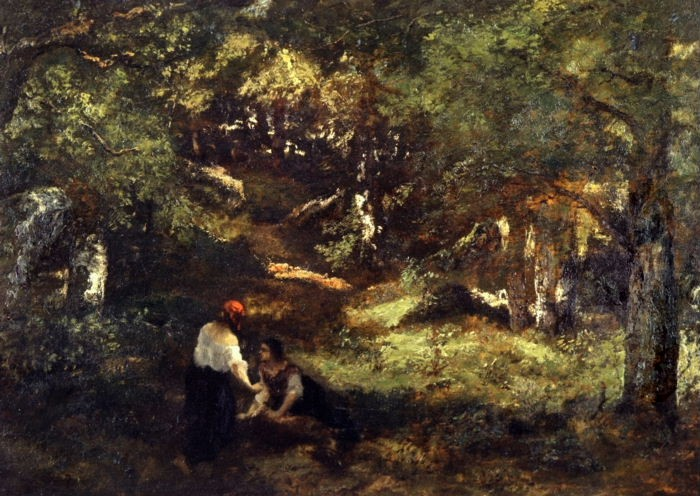
В лісі Фонтенбло.
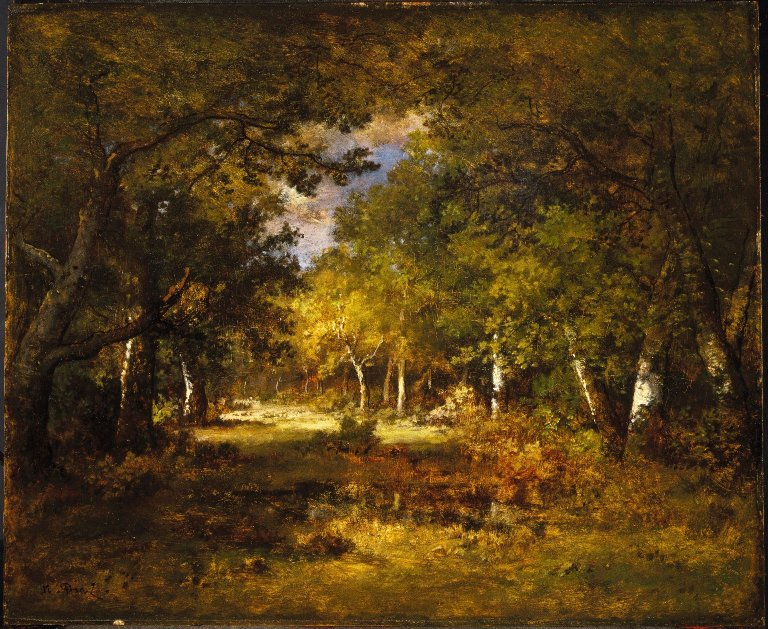
В лісі